# タシャン・オークリー＝ブース
タシャン・オークリー＝ブース（Tashan Oakley-Boothe, 2000年2月14日 - ）は、ロンドン・ランベス区・ランベス出身のプロサッカー選手。ダンファームリン・アスレティックFC所属。ポジションはMF。

## 経歴
トッテナム・ホットスパーFCのアカデミー出身。2017年、トップチームの監督であるマウリシオ・ポチェッティーノの下で見出され、プレスーズンマッチのインターナショナル・チャンピオンズ・カップ 2017のパリ・サンジェルマンFC戦でシニアデビューを果たした。
2017-18シーズンのEFLカップ3回戦バーンズリーFC戦で92分にデレ・アリに代わって出場、トップチームでの公式戦デビューを果たした。
しかし、2018-19シーズン、2019-20シーズンでのトップチームでの出場機会は無く、U-23チームでプレーした。
2020年1月31日、ストーク・シティFCへの完全移籍が発表された。
2022年6月27日、リンカーン・シティFCへ期限付き移籍。
2023年8月16日、ブラックプールFCに移籍した。

## 代表歴
U-17のイングランド代表として2017 FIFA U-17ワールドカップに出場し、大会初優勝に貢献した。